# San Luis Obispo

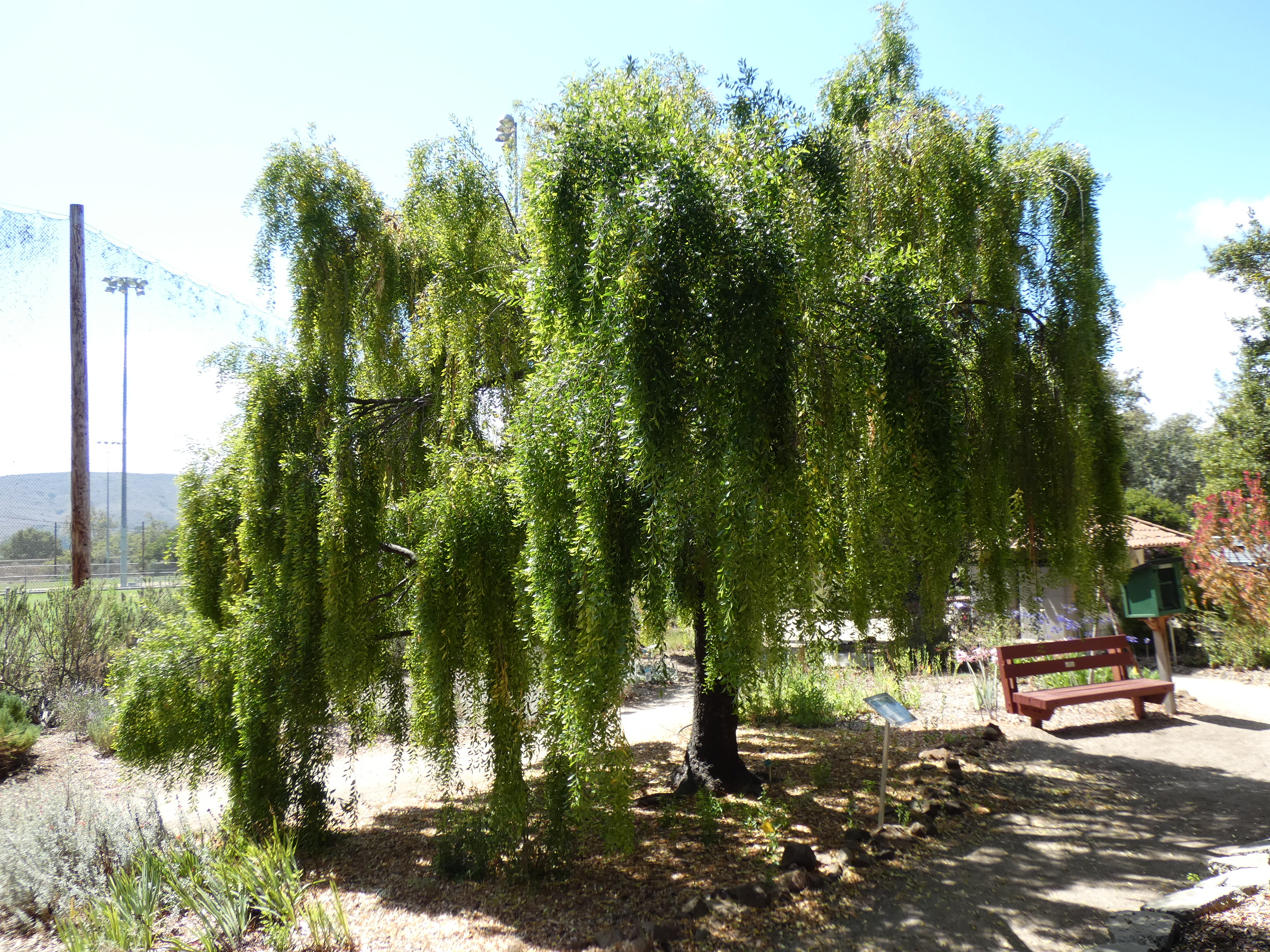
Maytenus boaria a SLO Botanikus Kertben

San Luis Obispo (spanyol nyelven Szent Lajos püspök) város az USA Kalifornia államában, San Luis Obispo megyében. Lakosainak száma 47 063 fő (2020. április 1.).

## Népesség
Népességének változása:

| 2010 | 45 119 |
| 2020 | 47 063 |

## Nevezetességei
- SLO Botanikus Kert (San Luis Obispo Botanical Garden)[1]